# Notodoris
Notodoris is een geslacht van weekdieren uit de klasse van de Gastropoda (slakken).

## Soorten
- Notodoris citrina Bergh, 1875
- Notodoris gardineri Eliot, 1906
- Notodoris lanzarotensis Moro & Ortea, 2015
- Notodoris minor Eliot, 1904
- Notodoris serenae Gosliner & Behrens, 1997